# Harry Fett
Harry Per Fett, född 8 september 1875, död 13 september 1962, var en norsk konsthistoriker och fabriksägare.

## Biografi
Harry Fett var son till Eduard Fett (1849–1911) och Ester Carolina Emilia Fischer (från Sverige; 1852–1933), dotter till bankdirektör Per Adolf Fischer och Christine Rickert. Fett var gift med Harriet Emilie von Trepka Rode (1880–1967).
Fett idkade studier i Tyskland och Italien samt arbetade en tid vid Nordiska museet i Stockholm. 1901–1911 var han amanuens vid Norsk Folkemuseum och utvecklade såväl här som i egenskap av sekreterare i Foreningen til norske forntidsmindesmærkers bevaring 1899–1908 en livlig, i hög gagnande verksamhet, som ännu mera framträdde, sedan Fett blivit norsk riksantikvarie åren 1913–1946. För fornminnenas bevarande för införande av riktiga restaureringsmetoder har hans arbete blivit synnerligen betydelsefullt. 
Därutöver har han hunnit med ett rikt författarskap, varibland märks Gamle norske hjem (1906), Billedhuggerkunsten i Norge under Sverreætten (1908), Norges kirker i det 16:e og 17:e aarhundrede (1911), Norges malerkunst i middelalderen (1917) med mera. Under en följd av år utgav Fett tillsammans med Haakon Shetelig tidskriften Kunst og kultur och var från 1925 medutgivare av Norsk kunsthistorie. Fett har även uppträtt som författare av spirituella reseskildringar som Fra Athen til Trangvik (1924), Mumier og sfinks (1928, svensk översättning 1930), samt Vandringer gjennem revolutionens Paris (1929).
Fabriksanläggningen Høienhall som han drev hade startats på 1890-talet av fadern Eduard Fett och lades ner 1973. Harry Fett ägde en stor konstsamling.